# Weststraße 8 (Magdeburg)

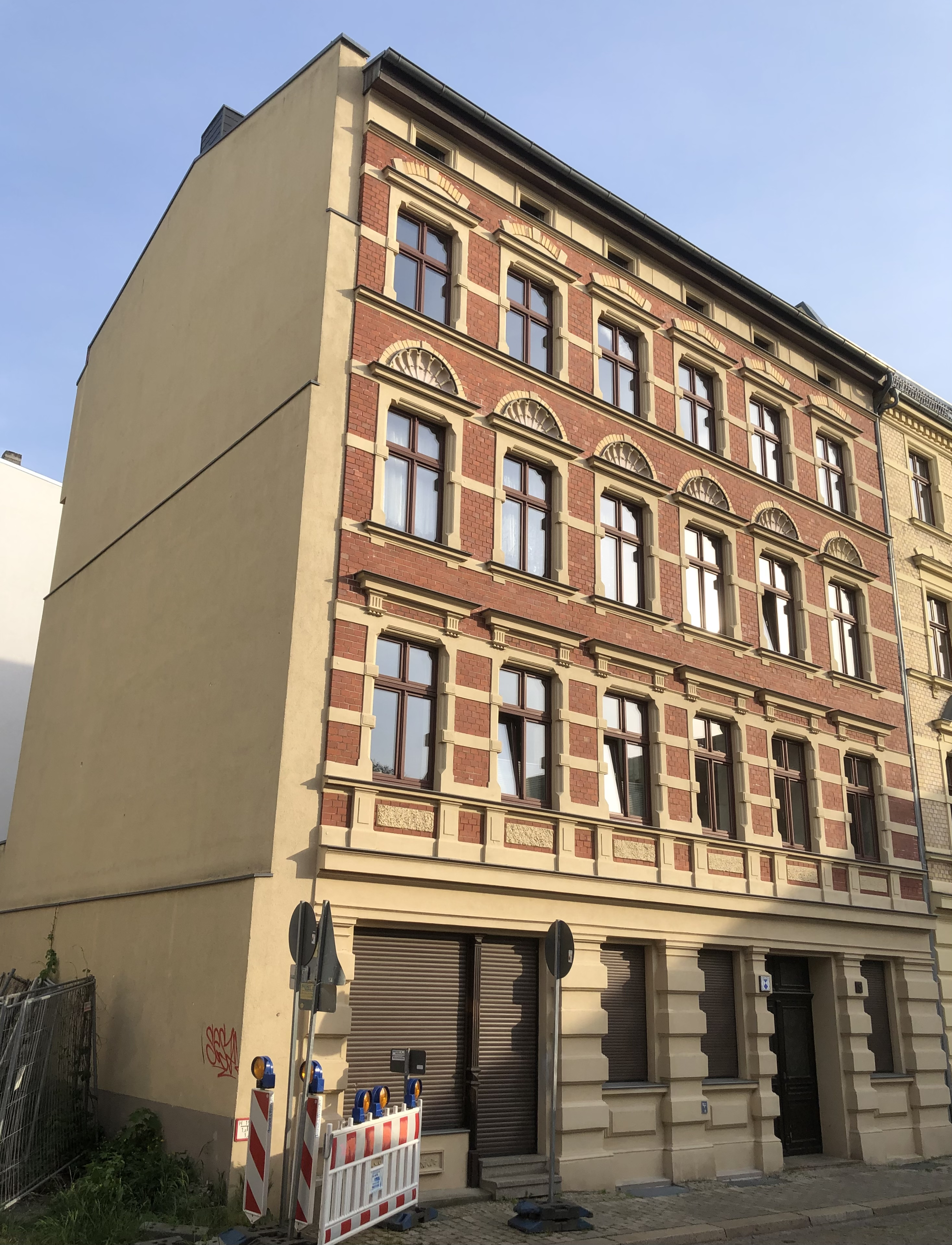
Wohnhaus Weststraße 8 im Jahr 2022

Das Gebäude Weststraße 8 ist ein denkmalgeschütztes Wohnhaus in Magdeburg in Sachsen-Anhalt.

## Lage
Das Haus befindet sich auf der Südseite der Weststraße im Stadtteil Buckau. Westlich grenzt das gleichfalls denkmalgeschützte Haus Weststraße 7 an.

## Architektur und Geschichte
Das viereinhalbgeschossige Ziegelgebäude entstand in der Zeit um 1880/1890. Die sechsachsige Fassade des Hauses ist repräsentativ gestaltet und im Stil der Neorenaissance gegliedert. Das Erdgeschoss weist eine Rustizierung auf. An den oberen ziegelsichtigen Stockwerken besteht eine Gliederung mittels Putzelementen, wobei horizontale Gliederung durch Bänder besonders hervor sticht. 
Im örtlichen Denkmalverzeichnis ist das Wohnhaus unter der Erfassungsnummer 094 82608 als Baudenkmal verzeichnet.
Das Gebäude gilt als Beispiel für ein gründerzeitliches Mietswohnhaus im Industrieort Buckau und als bedeutend für die Orts- und Architekturgeschichte. Gemeinsam mit dem benachbarten Haus Weststraße 7 ist es als Häusergruppe prägend für das Straßenbild.